# Puto antennatus
Puto antennatus är en insektsart som först beskrevs av Victor Antoine Signoret 1875.  Puto antennatus ingår i släktet Puto och familjen ullsköldlöss. Inga underarter finns listade i Catalogue of Life.